# Secteur Sud-Ouest du Mans

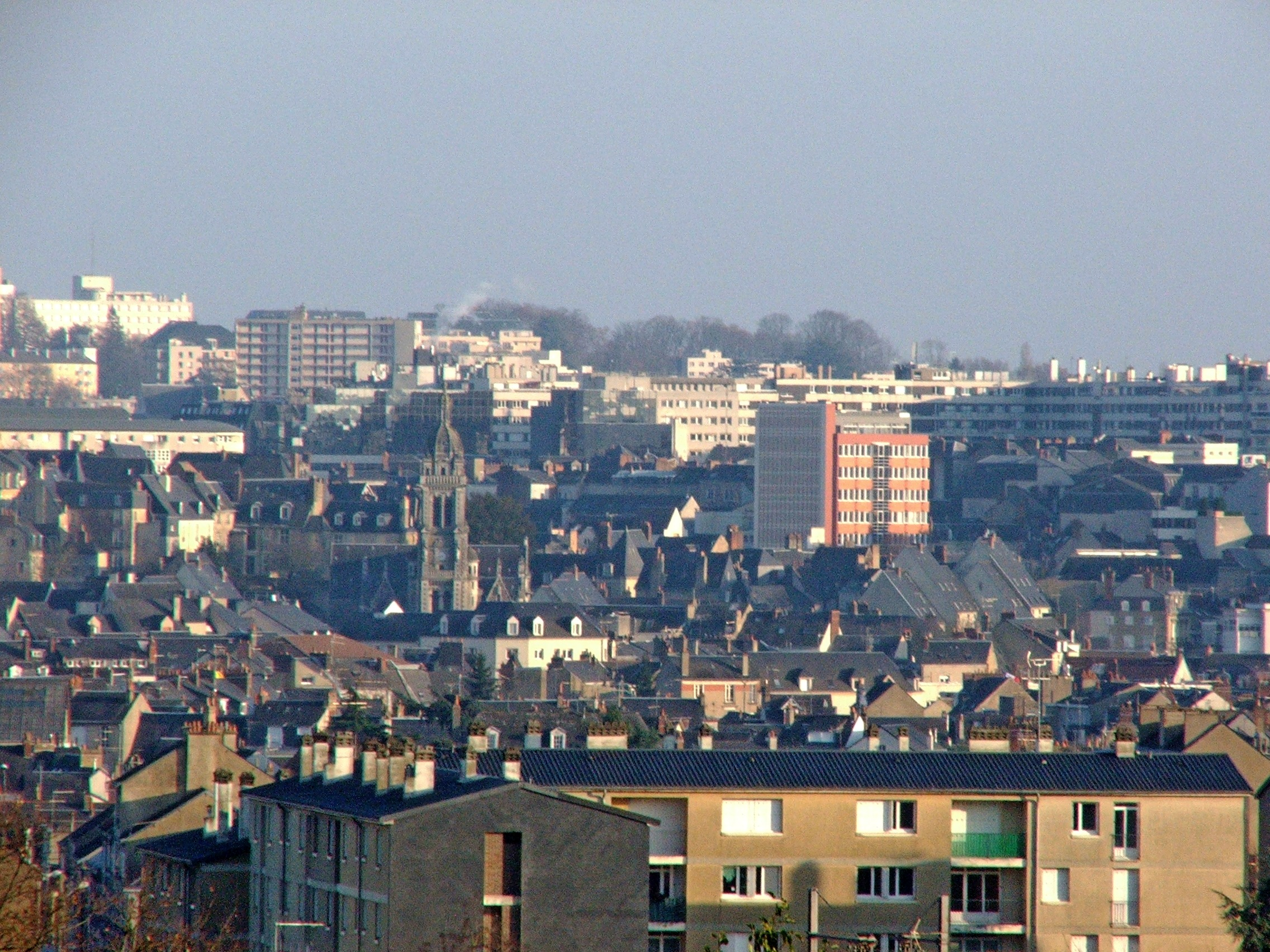
Vue de Saint-Lazare puis du Secteur centre.

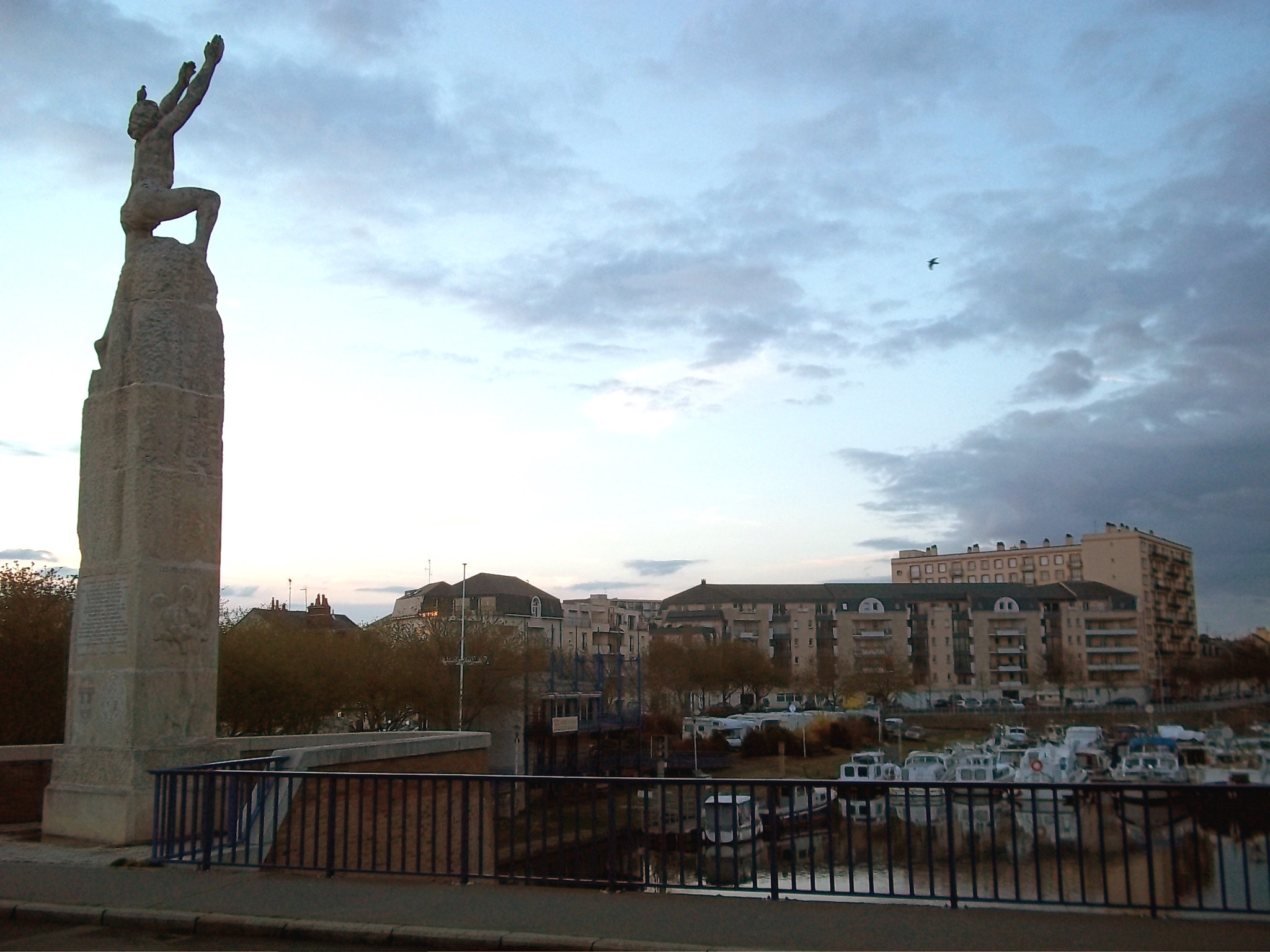
Vue du port et statue en hommage à Wilbur Wright

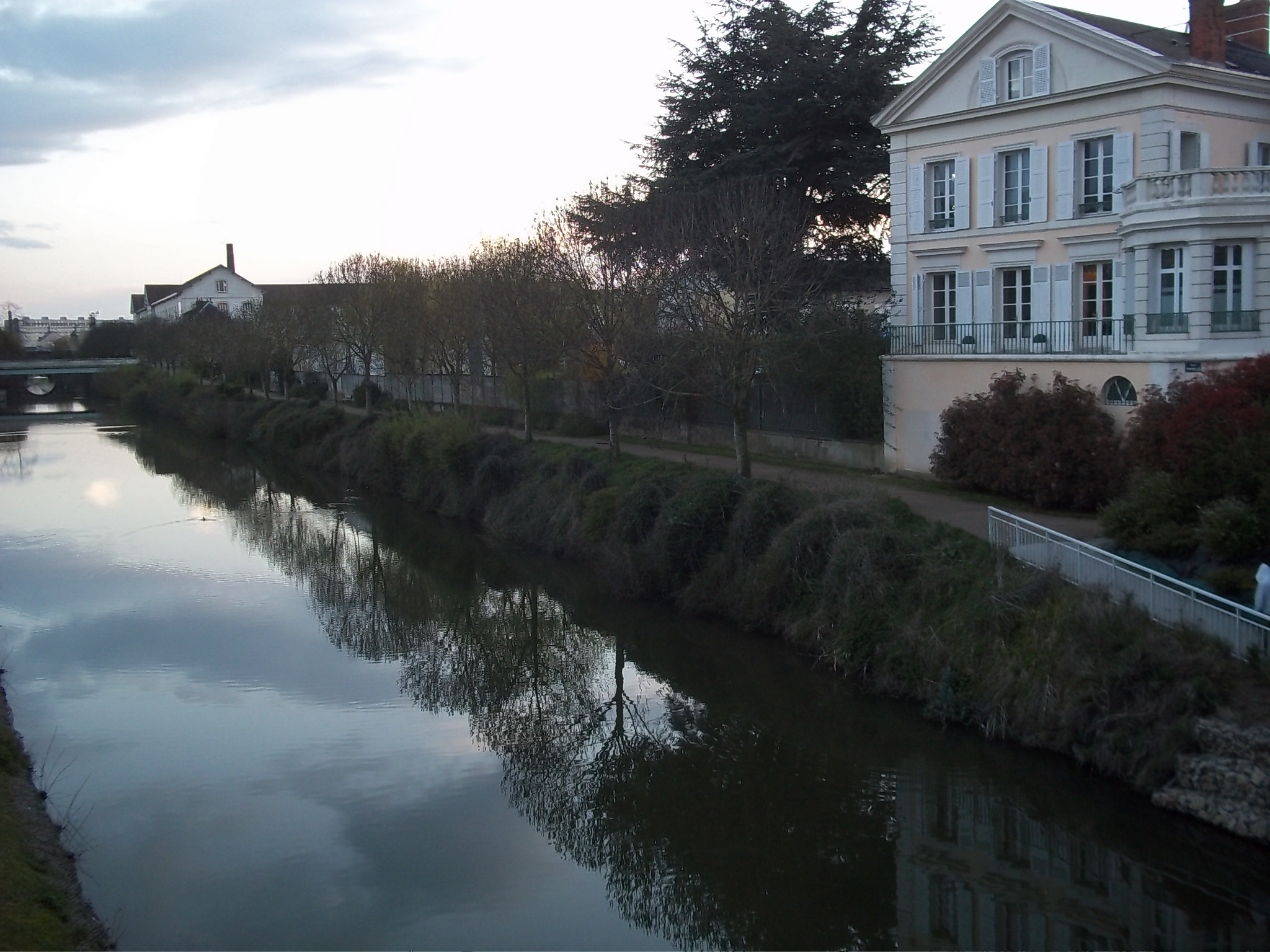
Le chemin de halage et le canal

Le Secteur Sud-Ouest du Mans est un regroupement de six quartiers de la ville du Mans. Le secteur se situe à l'extrémité ouest de la ville sur la rive droite de la Sarthe. 

## Généralités
L'INSEE, qui utilise un autre découpage que celui de la ville, classe dix grands quartiers comprenant de nombreux sous-quartiers. Le secteur sud-ouest correspond donc aux quartiers INSEE Rive droite, Petit Saint-Georges et la partie proprement dite Sud-Ouest ; ce qui fait une population d'environ 20 000 habitants. Le secteur est notamment constitué d'un quartier d'affaires : Le Miroir, comprenant la gare sud. Au nord, il comprend les faubourgs historiques du Pâtis Saint-Lazare et de Saint-Georges, anciens quartiers ouvriers créés pour héberger les travailleurs d'usines et de manufactures. Au sud, on y ajoute deux Zones Industrielles, ayant elles, fait la gloire économique de la ville au XXe siècle. Elles jouxtent Allonnes à l'extrémité sud de la ville. Au niveau des Sables d'Or, on trouve le parc des bouches de l'Huisne où la dite rivière se jette dans la Sarthe.

## Quartiers
- Si vous ne connaissez pas le sujet, laissez ce bandeau (vous pouvez alors contacter les auteurs).
- Si vous supprimez le contenu mis en cause (vous pouvez préalablement contacter les auteurs),

argumentez précisément cette suppression dans la page de discussion
(un manque de référence n'est pas un argument ; une recherche réelle de référence doit avoir été effectuée, être formellement documentée).
La ville classe le secteur en treize sous-quartiers. On peut cependant le réduire à un nombre moins important et tout aussi cohérents de quartiers :
- Heuzé Saint-Pavin
- Ardriers
- Pâtis-Saint-Lazare
- Novaxis-Gare Sud
- Sables d'Or
- Batignolles
- Saint-Georges
- ZI Sud 1 et 2

## Voirie et circulation
La rocade, voie express pénétrante à l'ouest de la ville, traverse les quartiers des Ardriers et de St-Pavin. L'un des grands boulevards de la ville, le boulevard Demorieux traverse notamment les Sables-d'or et la gare sud, pour se rendre jusqu'aux Halles et à la Cité Plantagenêt.

## Économie
Cette section ne s'appuie pas, ou pas assez, sur des sources secondaires ou tertiaires indépendantes du sujet.

Pour l'améliorer, ajoutez-en, ou placez des modèles {{Source secondaire souhaitée}} ou {{Source secondaire nécessaire}} sur les passages mal sourcés. (février 2024)
Le commerce et l'industrie ont toujours été très présent dans le secteur depuis le XIXe siècle. Le quartier Saint-Georges par exemple est doté dès le début du XXe siècle d'un port permettant une meilleure organisation des transports fluviaux. Il partage ce point d'expédition de produits finis avec le quartier du pré où l'on produit des toiles, du cuir, etc. La renommée internationale de la ville en tant que productrice d'étamine et de bougie dans ces quartiers s'est profondément réduite, notamment parce que les principaux clients étaient les clergés de toute l'Europe. A Saint-Pavin et à Saint-Georges s'installent les industries nouvelles. En 1842, Saint-Pavin devient un terre de fonderies. Aujourd'hui encore, une fonderie fonctionne toujours dans le quartier. Il ne faut pas oublier[style à revoir] les conserves alimentaires qui se développent dans la tradition du terroir manceau. On trouvera[style à revoir] notamment les abattoirs bouchers, dans ce qui est aujourd'hui les Batignolles, puis dans la ZI Sud. Ils sont bâtis aux alentours de 1850. A Saint-Georges, on compte[style à revoir] une grande féculerie avant que la manufacture de tabac n'ait le droit de s'installer en bordure de Sarthe, dès 1875. Ces industries feront le bonheur de la ville en lui donnant un fort potentiel industriel. Pourtant, après la Seconde Guerre mondiale, les industries iront davantage s'implanter au sud de la ville, vers la ZI Sud, puis vers la commune d'Allonnes. Depuis 1989, l'activité commerciale et tertiaire s'est implantée dans le nouveau quartier gare sud, devenu Novaxis. Le quartier d'affaires a vu le jour grâce à l'arrivée du TGV Atlantique, mettant Le Mans à une heure de Paris. Plusieurs grandes sociétés se sont implantées dans la décennie suivante, avec notamment le centre de traitement de la carte vitale. Le quartier continue toujours de s'agrandir avec la construction fin 2008 de l'extension commerciale du quartier : la portion Novaxud, se rapprochant des bords de l'Huisne.